# Muziekinstrumentenmuseum (Florence)
Het Muziekinstrumentenmuseum (Italiaans: Museo degli strumenti musicali) is een museum in Florence, Italië. Het maakt deel uit van de Galleria dell'Accademia en is ook in het pand aldaar gevestigd. Het museum toont de collectie muziekinstrumenten van het aanpalende conservatorium Luigi Cherubini, die sinds 1996 in bruikleen zijn gegeven. Onder de museumstukken bevindt zich de oudst bekende piano van de uitvinder ervan, Bartolomeo Cristofori.

## Beschrijving
In het museum zijn ongeveer vijftig muziekinstrumenten opgesteld, die voornamelijk afkomstig zijn uit de collecties van de families De' Medici en Lotharingen. De instrumenten komen grotendeels uit de periode 1650-1850.
De bijzonderste stukken zijn vooral instrumenten uit de 17e en 18e eeuw, met name die zijn aangekocht door prins Ferdinando de' Medici (1663-1713): violen, altviolen en cello's. Enkele daarvan zijn gebouwd door Antonio Stradivari (een tenorviool, een cello uit 1690 en een viool uit 1716). Ook heeft het museum de kostbare cello van Niccolò Amati uit 1650 in zijn bezit.
Er zijn nog veel andere bijzondere stukken, zoals de klavecimbel van Bartolomeo Cristofori, de uitvinder van de piano. Ook de oudst bekende piano staat in het museum.
Verder zijn er in het museum enkele schilderijen te zien, die iets laten zien van de muziekcultuur in de tijd van het groothertogelijke Florence.
Om tegemoet te komen aan het ietwat statische karakter van het museum zijn computers geplaatst, waarmee men geluidsfragmenten kan beluisteren van de instrumenten. Ook kan men zo verdere informatie krijgen over de geschiedenis van de Groothertogen.

## Galerij

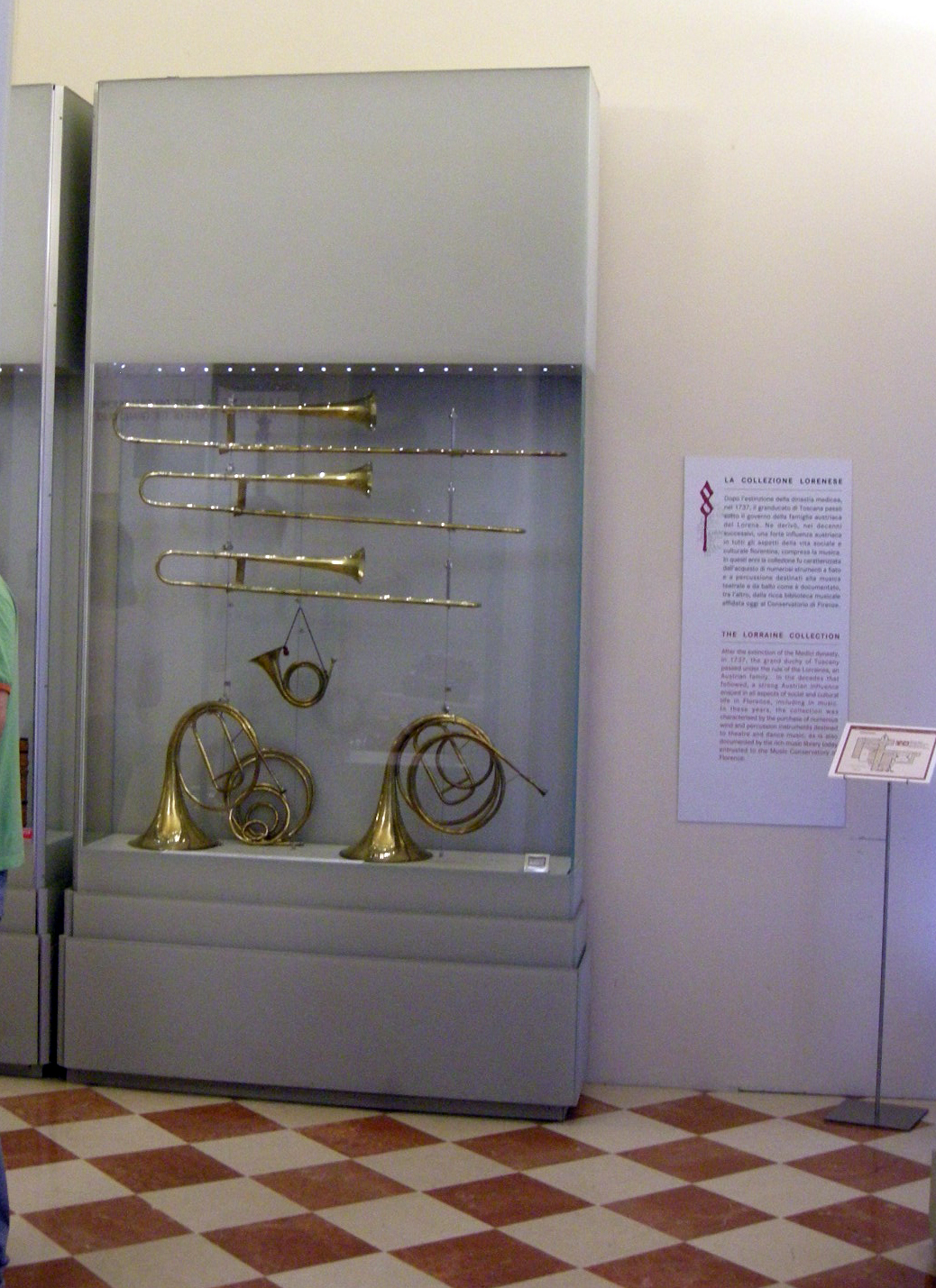
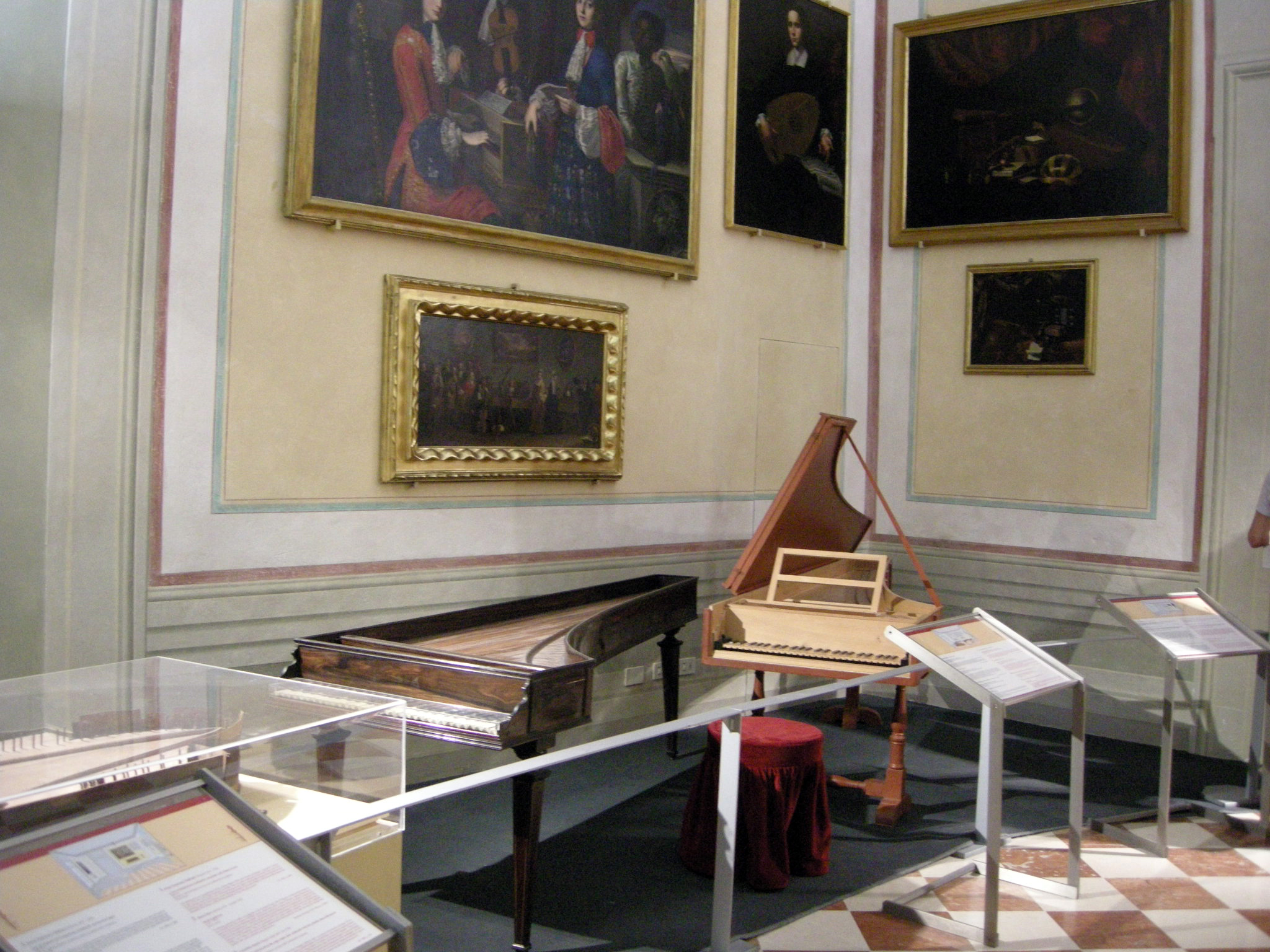
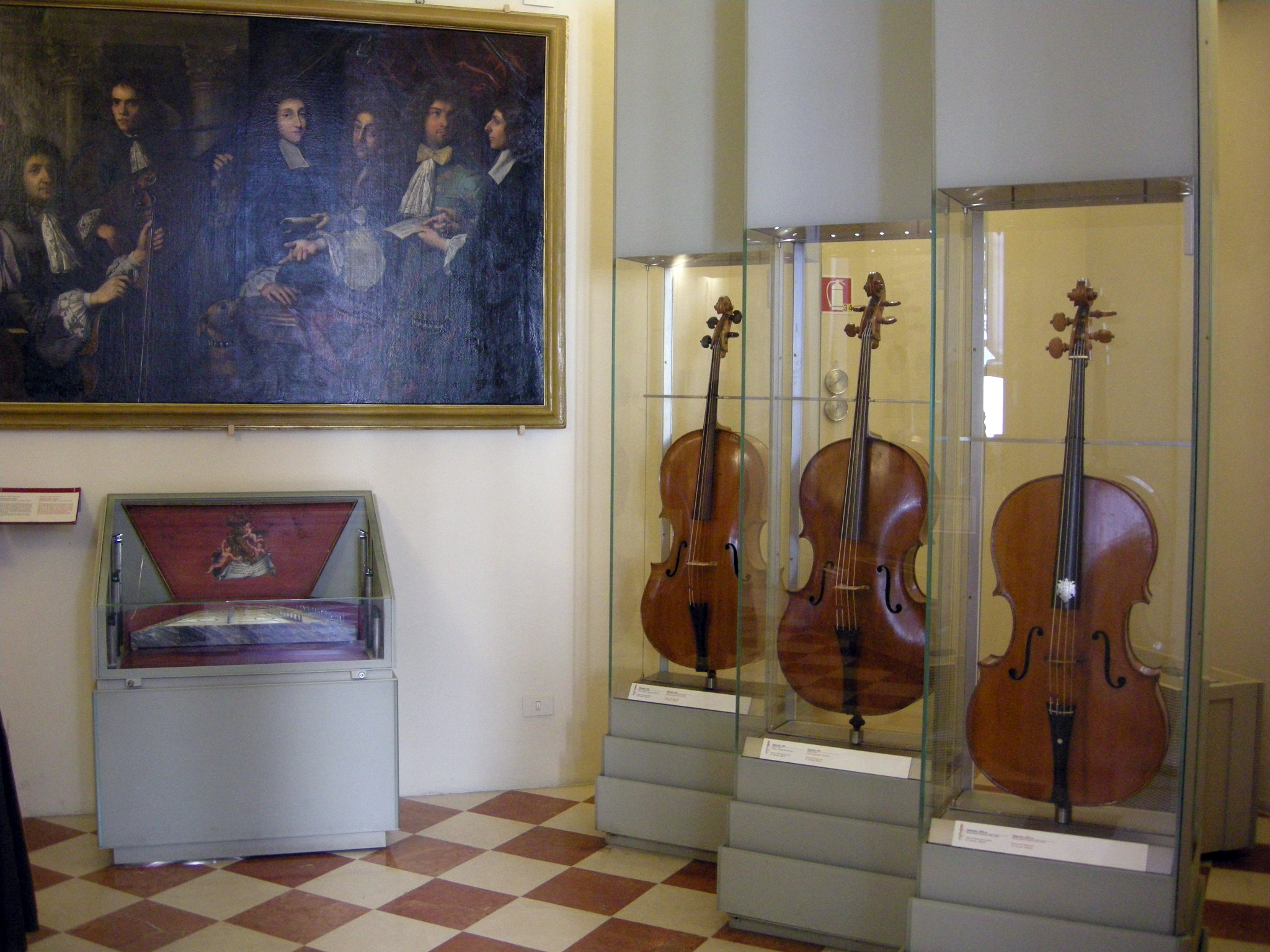